# Mariam Kachelisjvili
Mariam Kakhelishvili (Georgisch: მარიამ კახელიშვილი) (Tskneti (Tbilisi), 9 oktober 1995) is een Georgische zangeres.
Kakhelishvili begon met zingen op driejarige leeftijd, en nam ook al op jonge leeftijd deel aan verscheidene nationale en internationale zangwedstrijden. Zo nam ze in 2005 deel aan Spring Bells en het Gogi Dolidze-festival. In 2007 was ze de Georgische inzending op het World Music Festival in Egypte. Ze nam ook deel aan Nichieri, de Georgische versie van Britain's Got Talent, waar ze derde werd. Als gevolg hiervan mocht ze in mei 2010 het Georgische volkslied zingen tijdens de festiviteiten ter ere van de nationale feestdag in de hoofdstad Tbilisi.
In 2008 deed Kakhelishvili een poging om Georgië te mogen vertegenwoordigen op het Junior Eurovisiesongfestival, met haar nummer De. In de nationale voorronde verloor ze echter van de groep Bzikebi, die het Junior Eurovisiesongfestival vervolgens ook wist te winnen. In 2010 mocht Kakhelishvili alsnog voor Georgië uitkomen bij het Junior Eurovisiesongfestival 2010, in de Wit-Russische hoofdstad Minsk. Dit deed ze met het opvallende nummer Mari-dari, dat gezongen werd in een verzonnen taal. Kenmerkende invloeden van Lady Gaga leverden haar tijdens het festival de bijnaam Baby Gaga op, en ze werd gezien als een van de kanshebbers op de eindzege. Hoewel ze tijdens de puntentelling inderdaad meedeed om de winst, eindigde ze uiteindelijk als 4de, met 109 punten.

## Bron
1. ↑  Mariam Kakhelishvili naar Minsk voor Georgië[dode link]

2007: Mariam Romalasjvili ·
2008: Bzikebi ·
2009: Princesses ·
2010: Mariam Kachelisjvili ·
2011: Candy ·
2012: The Funkids ·
2013: The Smile Shop ·
2014: Lizi Pop · 
2015: The Virus · 
2016: Mariam Mamadasjvili · 
2017: Grigol Kipsjidze · 
2018: Tamar Edilasjvili · 
2019: Giorgi Rostiasjvili · 
2020: Sandra Gadelia · 
2021: Nikoloz Kajaia · 
2022: Mariam Bigvava · 
2023: Anastasia & Ranina